# Tjallewal
Tjallewall is een woonplaats in de gemeente Schagen in de provincie Noord-Holland.
Tjallewal ligt net ten zuiden van de stad Schagen en net ten noorden van het gehucht Tolke. De naam is waarschijnlijk ontleend aan het feit dat de kern van bewoning van oorsprong nabij een wal (aanlegkade) is ontstaan, maar mogelijk ook dat er bij de kern kielboten konden varen en aanmeren. Een combinatie van de twee mogelijkheden wordt ook mogelijk geacht. Tjalle betekent in ieder geval niet klein zoals soms gesuggereerd wordt, dit vanwege het iets verderop gelegen Grotewal. Bovendien bestaat er een nog oostelijker gelegen Lutjewal(lerweg). In 1745 werd Tjallewal nog als tIallewal geschreven. Vanaf 1848 wordt de huidige naam geschreven. Door Tjallewal loopt de Schagerweg, de N245.

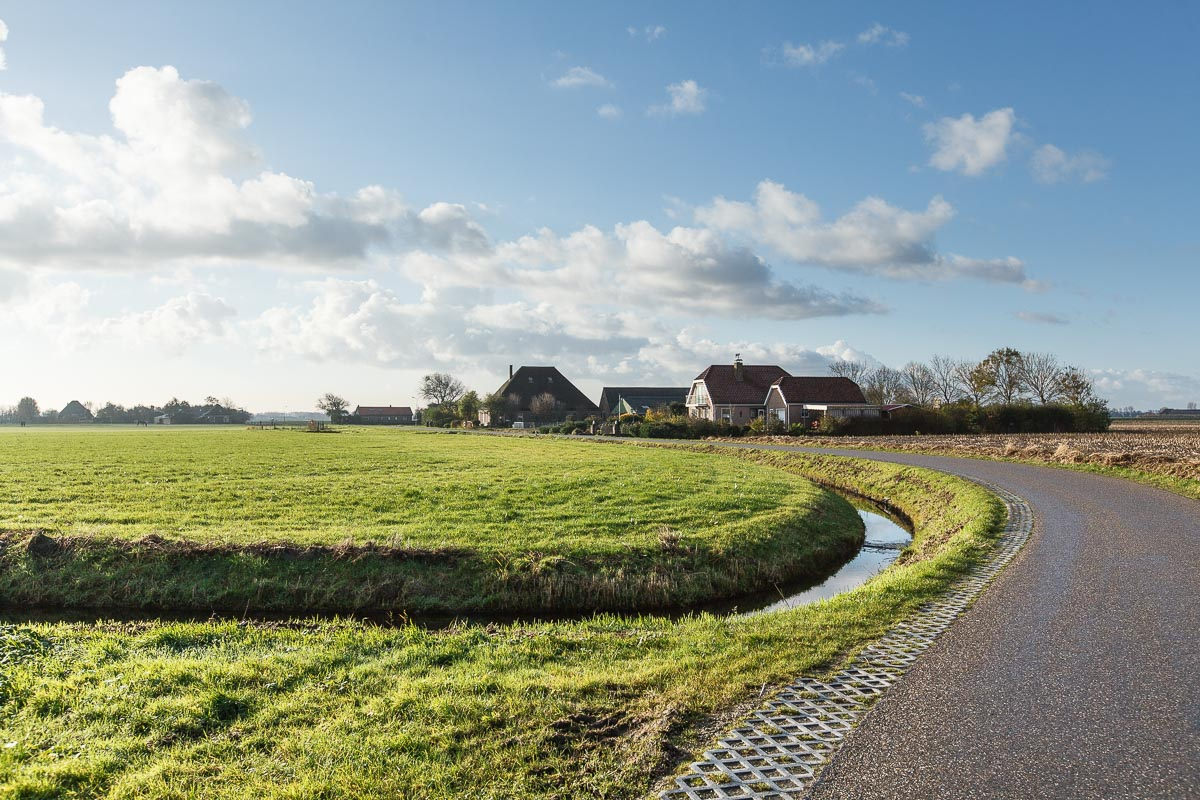
Tjallewal in 2012

Burgerbrug · Burgervlotbrug · Callantsoog · Dirkshorn · Eenigenburg · Groenveld · Groote Keeten · Krabbendam · Oudesluis · Petten · 't Rijpje · Schagen · Schagerbrug · Schoorldam (deels) · Sint Maarten · Sint Maartensbrug · Sint Maartensvlotbrug · Stroet · Tjallewal · Tolke (deels) · Tuitjenhorn · Valkkoog · Waarland · Warmenhuizen · 't Zand

Buurtschappen: Abbestede · Avendorp · Bliekenbos · 't Buurtje · De Banne · Burghorn · Cornelissenwerf · Dijkstaal · Grootven · Grotewal · Het Korfwater · De Hale · Hemkewerf · Huiskebuurt · Kalverdijk · Keinse · Keinsmerbrug · Kerkbuurt · Lagedijk · Leihoek · Mennonietenbuurt · Nes · Schagerwaard · Sint Maartenszee · Slootgaard · De Stolpen · Stolpervlotbrug · Vennik (deels) · 't Wad · De Weel (deels) · Woudmeer · Zijbelhuizen · Zijpersluis